# 남원 윤씨 영사정 묘역
남원윤씨 영사정묘역은 대한민국 경기도 김포시 고촌읍 신곡리에 있다. 2010년 4월 14일 김포시의 향토유적 제13호로 지정되었다.

## 개요
남원윤씨 판관공(은)파의 묘역으로 파의 시조가 되는 윤은(尹?,1447~1528)은 조선 중종 때의 군자감 판관으로 시영, 시호, 시걸 등 세 아들을 문과에 등과시켜 가문을 빛냈다. 영사정 묘역은 1529년 윤은공의 묘역이 현위치에 자리잡으면서 현재까지 종중에 의해 꾸준히 관리되고 있다. 16~19세기에 걸쳐 세대별로 조성한 묘표, 문인석, 망주석, 석양 등의 석물은 각 시대의 양식적 변화를 보여주며, 김노, 한호, 송시열, 윤덕준, 윤봉오, 황운조 등의 글씨가 남아 있다. 묘역 입구에는 정려각(旌閭閣)이 있는데 윤은의 후손 가운데 총11명이 정려를 받았으며 6명의 정려문이 전한다. 정려는 충신, 효자, 열녀 등을 표창하는 국가의 특전이다.